# ریکاوری (آلبوم)
ریکاوری (به انگلیسی: Recovery) هفتمین آلبوم استودیویی رپر آمریکایی امینم است که در ۲۱ ژوئن ۲۰۱۰ منتشر شد.
این آلبوم در هفته اول فروشش در آمریکا ۷۴۱٬۰۰۰ نسخه فروش رفت و بزرگ‌ترین فروش را در هفته اول در سال ۲۰۱۰ رقم زد (تا انتشار آلبوم تیلور سویفت که بیش از ۱ میلیون در هفته اول فروخت). ریکاوری برای هشت هفته در چارت‌های آمریکا و بریتانیا اول بود. این آلبوم در کشورهای دیگر هم موفق بود و فروش کرد وتا به حال ۴٬۰۰۰٬۰۰۰ نسخه در آمریکا و بیش از ۵٬۸۰۰٬۰۰۰ نسخه در به صورت جهانی فروش داشت که پر فروش‌ترین آلبوم سال ۲۰۱۰ نام گرفت و امینم را تنها هنرمندی ساخت که لقب پرفروش‌ترین آلبوم سال را برای ۲ بار کسب کرده‌است. همچنین تا به حال این آلبوم پرفروش‌ترین آلبوم دیجیتالی (فقط فروش دیجیتالی و دانلود) نیز لقب گرفته‌است.
این آلبوم موفق به برنده شدن جایزه گرمی بهترین آلبوم رپ سال و بهترین اجرای رپ برای تک آهنگ نترس هم شد ولی بر خلاف پیش‌بینی‌ها نتوانست جایزه آلبوم سال را بگیرد. که این حقیقت به دلیل این که امینم بیشترین تعداد نامزدی را قبل از اهدای جوایز داشت و فقط موفق به بردن ۲ جایزه در قسمت‌های اختصاصی هیپ هاپ از ۸ نامزدی خود شد جنجال‌های زیادی را برانگیخت که حتی یکی از نویسندگان نیویورک تایمز از سو استفاده گرمی از محبوبیت امینم برای جلب تماشاگر نوشت. از دیگر آهنگ های پر طرفدار آلبوم ریکاوری هم می توان به Space bound اشاره کرد . بسیاری از خوانندگان مشهور در سبک هیپ هاپ و رپ مثل اسنوپ داگ و دکتر دره هم آلبوم او را تحسین کرده اند. 
| بررسی انتقادی   | بررسی انتقادی |
| منبع            | رتبه‌بندی      |
| --------------- | ------------- |
| آل‌میوزیک        | 3.5/5 ستاره   |
| انترتیمنت ویکلی | (B+)          |
| لس آنجلس تایمز  | 2.5/4 ستاره   |
| نیویورک تایمز   | (قابل‌تحمل)    |
| پیتچ‌فورک مدیا   | (۲٫۸/۱۰)      |
| پاپ‌مترز         | (۶/۱۰)        |
| رولینگ استون    | 4/5 ستاره     |
| مجله اسلانت     | 1.5/5 ستاره   |
| یواس‌ای تودی     | 3.5/4 ستاره   |
| واشنگتن پست     | (mixed)       |

## فهرست آهنگ‌ها
| شماره      | نام                                                                    | نویسنده(ها)                                                                    | تهیه‌کنندگان              | مدت   |
| ---------- | ---------------------------------------------------------------------- | ------------------------------------------------------------------------------ | ------------------------ | ----- |
| ۱.         | «باد سرد می وزد (Cold Wind Blows)»                                     | مارشال مدرز، جاستین اسمیت، اس. بیرنه، اچ. مارش، جی. پری، سی. سینگ              | جاست بلیز                | ۵:۰۳  |
| ۲.         | «با خودم حرف می زنم (Talkin' ۲ Myself)» (به همراهی کوب)                | مارشال، خلیل رحمان، چین اینجتی، بی. هانیکات                                    | دی جی خلیل               | ۵:۰۰  |
| ۳.         | «در آتش (On Fire)»                                                     | مارشال، دنوئان پورتر، سی. ویلسون، ال. ویلسون، آر. ویلسون                       | دنوئان پورتر             | ۳:۳۳  |
| ۴.         | «کوتاه نمی یام (Won't Back Down)» (به همراهی پینک)                     | مارشال، رحمان، اریک الکاک، لیز رودریگرز، کلمبوس سمیت (رهکی)،                   | دی جی خلیل               | ۴:۲۵  |
| ۵.         | «دبلیو.تی.پی (W.T.P.)»                                                 | مارشال، لویز رستو، دی. چین کوئه، جی. گیلبرت                                    | سوپا داپس، جی جـِی،مارشال | ۳:۵۸  |
| ۶.         | «تحمل تغییرات (Going Through Changes)»                                 | مارشال،ای. هینی، جی.آزبورن، تونی لومی، بیل وارد، جیزر بوتلر                    | ایمایل                   | ۴:۵۸  |
| ۷.         | «نمی‌ترسم (Not Afraid)»                                                 | مارشال، رستو، متیو ساموئلز، جی. اوانز، متیو برنت                               | متیو برنت، مارشال        | ۴:۰۸  |
| ۸.         | «اغوا (Seduction)»                                                     | مارشال، ساموئلز، برنت، سلای جوردن                                              | بوی-واندا، برنت          | ۴:۳۵  |
| ۹.         | «هیچ عشقی (No Love)» (به همراهی لیل وین)                               | مارشال، دی وین کارتر، جونیر، اسمیت، دی دی هالیگان، جونیور تورلو                | جاست بلیز                | ۴:۵۹  |
| ۱۰.        | «مرز فضایی (Space Bound)»                                              | مارشال، جیمز شفر، استوی مک اوان                                                | جیم جانسین               | ۴:۳۸  |
| ۱۱.        | «سیندرلای مرد (Cinderella Man)»                                        | مارشال                                                                         | اسکریپت شپرد             | ۴:۳۹  |
| ۱۲.        | «۲۵ تا زندگی (۲۵ to Life)»                                             | مارشال، رحمان، رودریگرز، دنی تننباوم                                           | دی جی خلیل               | ۴:۰۱  |
| ۱۳.        | «خیلی بد (So Bad)»                                                     | مارشال، اندرو یانگ، مارک بتسون، داوان پارکر، ترور لورنس، اس. کروز، نیک برانگرز | دکتر دره، نیک برانگرز    | ۵:۲۵  |
| ۱۴.        | «تقریباً معروف (Almost Famous)»                                         | مارشال، رحمان، رودریگرز، الکاک، پی. اینجتی، تننباوم                            | دی جی خلیل               | ۴:۵۲  |
| ۱۵.        | «روش دروغ گفتنت را دوست دارم (Love the Way You Lie)» (با همراهی ریانا) | مارشال، الکساندر گرنت، هالی هفرمن                                              | اکس د کید، ماکبا ریدیک   | ۴:۳۲  |
| ۱۶.        | «هیچ وقت کارت تمام نمی ش,د (You're Never Over)»                        | مارشال، اسمیت، مایک ماینری جونیور، جرارد مک ماهون                              | جاست بلیز                | ۵:۰۵  |
| ۱۷.        | «بی نام (Untitled)» (آهنگ مخفی)                                        | مارشال، کیجوان موچیتا، ام. کرافورد، جان مدورا، دیوید وایت                      | هاوک، مگندو۷             | ۳:۱۴  |
| مجموع مدت: | مجموع مدت:                                                             | مجموع مدت:                                                                     | مجموع مدت:               | ۷۷:۴۴ |

| آهنگ جایزه در ویرایش لوکس آیتونز | آهنگ جایزه در ویرایش لوکس آیتونز               | آهنگ جایزه در ویرایش لوکس آیتونز                            | آهنگ جایزه در ویرایش لوکس آیتونز | آهنگ جایزه در ویرایش لوکس آیتونز |
| شماره                            | نام                                            | نویسنده(ها)                                                 | تهیه کنندگان                     | مدت                              |
| -------------------------------- | ---------------------------------------------- | ----------------------------------------------------------- | -------------------------------- | -------------------------------- |
| ۱۸.                              | «ریداز (Ridaz)»                                | مارشال، یانگ                                                | دکتر دره                         | ۳:۱۴                             |
| ۱۹.                              | «جلسه یک (Session One)» (به همراهی اسلاترهاوس) | مارشال، رایان مونتگامری، جوئل اورتیز، دومنیک ویکلایف، اسمیت | جاست بلیز                        | ۳:۱۴                             |
| ۲۰.                              | «نمی‌ترسم (Not Afraid)» (موزیک ویدئو)           | مارشال، رستو، متیو ساموئلز، جی. اوانز، متیو برنت            | متیو برنت، مارشال                | ۳:۱۴                             |